# Florence B. Seibert

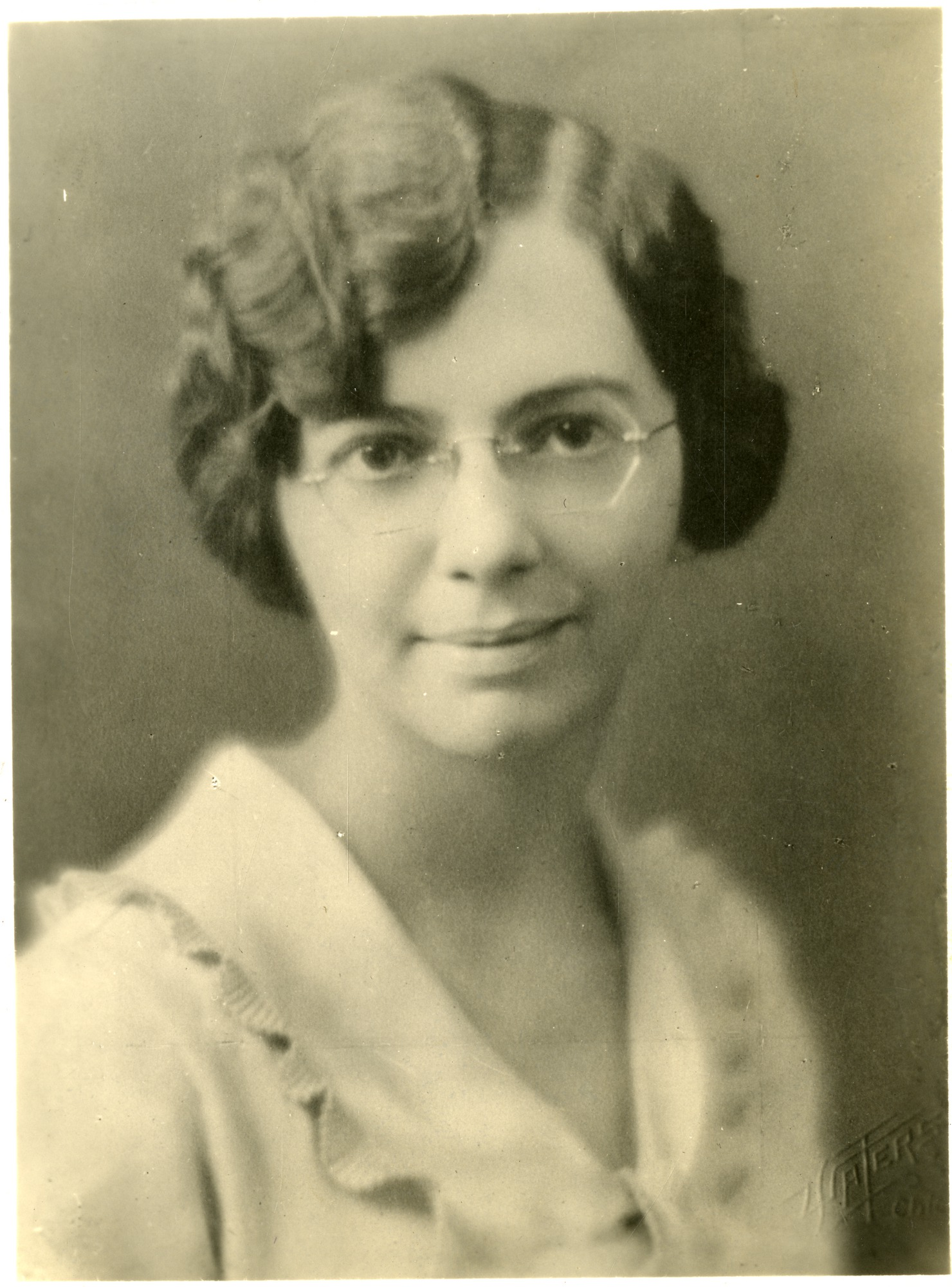
Florence B. Seibert

Florence Barbara Seibert (* 6. Oktober 1897 in Easton, Pennsylvania; † 23. August 1991 in Saint Petersburg, Florida) war eine US-amerikanische Biochemikerin.

## Leben
Florence Barbara Seibert kam am 6. Oktober 1897 in Easton, Pennsylvania zur Welt und war eines von drei Kindern von George Peter Seibert und Barbara Memmert. Mit drei Jahren erkrankte sie an Kinderlähmung, wodurch sie lebenslang auf Orthesen angewiesen war und hinkte. Sie schloss die Highschool als Jahrgangsbeste ab, erhielt mehrere Angebote für Stipendien und entschied sich für das Goucher College in Baltimore. Ursprünglich wollte sie zwar Ärztin werden, arbeitete aber nach ihrem Bachelorabschluss 1918 zwei Jahre im Chemielabor der Hammersley Paper Mill in Garfield, New Jersey und entschied sich, auch bedingt durch ihre Behinderung, für eine akademische Laufbahn. Sie studierte dann Biochemie an der Yale University bei Lafayette B. Mendel, wo sie 1923 promovierte.
Als Post-Doktorand ging sie an die University of Chicago, wo sie angestellt vom Otho S. A. Sprague Memorial Institute Assistentin von Esmond R. Long wurde, mit dem sie über 30 Jahre die Tuberkuloseerkrankung erforschte, wobei die Entwicklung und Verbesserung eines verlässlichen und standardisierten Tests zur Diagnose der Infektionskrankheit im Vordergrund stand. 1932 wechselten beide an das Henry Phipps Institute der University of Pennsylvania, wo Florence B. Seibert bis zu ihrer Pensionierung 1959 wirkte (Assistenz-Professor 1932, Associate-Professor 1938, Professor 1955).
Der erste Tuberkulose-Haut-Test wurde 1907 vom österreichischen Mediziner Clemens von Pirquet eingeführt und beruhte auf dem von Robert Koch ursprünglich als Heilmittel 1890 vorgestellten Tuberkulin. Dieser Proteinextrakt aus Kulturen des Erregers Mycobacterium tuberculosis erwies sich zwar zur Heilung der Tuberkulose ungeeignet, konnte aber zur Erzeugung einer Immunantwort von ehemals oder gegenwärtig infizierten Personen verwendet werden. Das nach Koch hergestellte Tuberkulin erwies sich aber auf Grund von schwankender Proteinkonzentration, -gemisch und Reinheit sowie der dadurch bedingten geringen Spezifität, als ungeeignet zur Standardisierung. Florence B. Seibert entwickelte 1934 eine verlässlich reproduzierbare Methode zur Erzeugung eines besseren Proteinextraktes, dem sogenannten purified protein derivative (PPD). Bis Anfang der 1940er Jahre verbesserte sie die Methode weiter und erstellte eine 107 g große Charge PPD, die der Referenzstandard des US Public Health Service’s Bureau of Biologics Standards wurde und seit 1944 als PPD-S bezeichnet wird. 1952 wurde PPD-S auch als internationaler Standard von der Weltgesundheitsorganisation aufgenommen.
Nach ihrer Pensionierung 1959 zog sie nach Saint Petersburg, Florida, wo sie unter anderem noch mehrere Jahre am Bay Pines Veterans Administration Hospital in der Krebsforschung und als Beraterin tätig war. Sie verstarb im Alter von 93 Jahren in Saint Petersburg am 23. August 1991.

## Auszeichnungen (Auswahl)
- 1938: Trudeau Award (American Lung Association)[7]
- 1942: Garvan-Olin-Medaille (American Chemical Society)
- 1947: John Scott Award (Philadelphia City Council)[8]
- 1990: National Women’s Hall of Fame[9]